# Zorzines duplinupta
Zorzines duplinupta là một loài bướm đêm trong họ Noctuidae.